# Друга инаугурација председника Доналда Трампа
Друга инаугурација председника Доналда Трампа као 47. председника Сједињених Држава заказана је за понедељак, 20. јануара 2025. године, на Западном крилу Капитола Сједињених Држава у Вашингтону. Овај догађај ће бити друга Трампова инаугурација у председништво и 60. инаугурација председника САД. То ће означити почетак другог мандата Доналда Трампа као председника, првог мандата Џеј-Дија Венса као 50. потпредседника САД и прву неузастопну поновну инаугурацију америчког председника од друге инаугурације Гровера Кливленда 1893.
Претходна церемонија (за инаугурацију Џоа Бајдена 2021. године) је у великој мери прекинута због ванредне политичке кризе, кризе јавног здравља, економске и националне безбедности, укључујући пандемију КОВИД-19 и напад на Капитол 6. јануара. Трамп, тадашњи председник, није присуствовао инаугурацији 2021.

## Планирање

### Заједнички конгресни комитет
У мају 2024. оба дома Конгреса именовала су Заједнички комитет за инаугурационе церемоније који ће надгледати изградњу платформе и других привремених објеката који ће бити неопходни за церемоније и прославе.
Изградња инаугурационе платформе почела је у септембру 2024.

### Безбедност и операције
Агенције за које се очекује да ће бити укључене у планирање церемоније укључују полицију Капитола САД, градску полицију Вашингтона и полицију Парка САД. Двадесет четири државе понудиле су подршку Националној гарди за сертификацију изборних гласова и церемоније инаугурације.